# 馬尼圖林白雲石
馬尼圖林白雲石（英語：Manitoulin Dolomite） 是安大略省的一個地質構造。它保存了可追溯到志留紀時期的化石。